# Saint Asonia (album)
| Recensione | Giudizio |
| ---------- | -------- |
| AllMusic   |          |

Saint Asonia è l'album di debutto dell'omonimo gruppo post-grunge statunitense. La pubblicazione dell'album, avvenuta il 31 luglio 2015 sotto l'etichetta RCA, è stata preceduta dai singoli Better Place, pubblicato il 16 maggio 2015, e Blow Me Wide Open, pubblicato il 29 giugno 2015.

## Tracce
1. Better Place – 3:36
2. Blow Me Wide Open – 3:44
3. Let Me Live My Life – 3:11
4. Even Though I Say – 4:08
5. Fairy Tale – 3:59
6. King of Nothing – 3:34
7. Waste My Time – 3:14
8. Dying Slowly – 3:22
9. Trying To Catch Up With the World – 4:29
10. Happy Tragedy – 3:38
11. Leaving Minnesota – 3:28

## Formazione
- Adam Gontier – voce, chitarra ritmica, chitarra acustica (tracce 7 e 11)
- Mike Mushok – chitarra solista
- Corey Lowery – basso, cori
- Rich Beddoe – batteria

## Classifiche
| Classifica (2015) | Posizione massima |
| ----------------- | ----------------- |
| US Billboard 200  | 29                |